# Старово (Болгарія)
Ста́рово (болг. Старово) — село в Кирджалійській області Болгарії. Входить до складу общини Кирково.

## Населення
За даними перепису населення 2011 року у селі проживали 312 осіб, з них 308 осіб (98,7%) — турки.
Розподіл населення за віком у 2011 році:
Динаміка населення: